# 화예부인

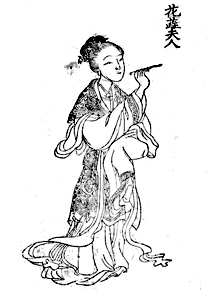

혜비 서씨(慧妃 徐氏) 또는 화예부인(花蕊夫人)은 중국 오대십국 시대의 시인·문인이자, 후촉 황제 맹창(孟昶)의 황후였다.

## 생애
중국 오대십국(五代十國) 후촉(後蜀) 황제 맹창의 황후로 시와 글짓기에 능통하였고 재주와 미모를 겸비하여 화예부인(花藝夫人)이라 불렸다. 건덕 2년 11월 송태조(宋太祖) 조광윤(趙匡胤)은 충무부절도사(忠武府節度使) 왕전빈(王全斌)에게 군사 6만을 주어 후촉을 공력하게 하였다. 후촉은 군대가 14만이나 되었으나 많은 전사자를내고 맥없이 지고 만다. 이에 맹창은 화예부인에게 이렇게 탄식했다고 한다.

우리 부자가 사십년을

풍족하게 병사를 길러왔지만

일단 적을 만나니

동쪽을 향해 화살 한 발 쏘지 못하는구려!

맹창이 죽자 송태조는 화예부인이 사작(詞作)에 능함을 전해 들었기에 그녀를 불러 시를 짓게 했는데 그녀는 당당하게 망국의 한을 읊었다고 전해진다.

君王城上樹降旗 군왕이 성 위에 항복 깃발 세웠다지만

妾在深宮那得知 첩은 깊은 궁에 있어 알 길이 없었네.

十四萬人齊解甲 14만명이 모두 갑옷을 벗었다 하니

寧無一個是男兒 남아는 하나도 없었던 것인가!

오히려 굳은 충정에 크게 감명한 송태조는 그녀를 후궁으로 삼았다. 송태조의 후궁이 된 화예부인은 기회를 노렸다가 조광윤을 죽이려 하였으나 이를 실패하자 스스로 자결하였다.

## 조광윤 형제의 갈등
송나라에 포로로 잡혀온 서씨의 그 재능과 미모는 조광윤과 그의 동생인 조광의가 서로 질투하여 다투게 만들었다고도 한다. 서씨와 함께 포로로 잡혀오고 맹창이 죽자 더 이상 기다릴 수 없었던 조광윤은 재빨리 서씨를 후궁으로 맞아들였다. 《노여록》(爐餘錄)에 의하면 '촉주가 죽자 곧 태조의 궁으로 들어가 총애를 받았다.'고 묘사되어 있다. 그러나 동생 조광의도 이 재색을 겸비한 서씨를 노리고 있었다.
서기 976년 겨울 조광윤이 임종이 가까워 침대에 누워 거의 움직이지 못하게 되자 조광의는 서씨에 대한 마음을 행동으로 옮겼다. 한밤중에 조광의는 형 조광윤을 몇번이나 불렀으나 대답이 없자 서씨를 희롱했다. 조광윤이 일어나 이를 알고 분노하여 옥부(옥으로 된 도끼)로 바닥을 내리쳤다. 놀란 황후와 태자가 왔을 때는 이미 임종이 가까워져 있었고, 조광의는 슬그머니 자신의 관저로 돌아갔다. 그리고 조광윤은 세상을 떠난다.

## 가계
- 남편 : 맹창

## 같이 보기
- 맹창
- 조광윤